# جابر بن موهوب السكري
جابر بن موهوب بن ظافر بن جابر بن منصور السكري، طبيب مُسلِم شهير من أهل الشام.

## سيرته
أصل جده ووالد جده من الموصل، ولكنه هُوّ ووالده من حلب حيثُ وُلِدا وعاشا وماتا فيها. المرجح أنّه من مواليد القرن الخامس الهجري ووفيات القرن السادس الهجري.
كان طبيباً مشهوراً في صناعة الطب، وخبيراً بها، اشتهر بسبب طبه في حلب أثناء العصر العباسي. لا يُعرف عنه الكثير من المعلومات، وما يوجد عنه من معلوماتٍ من ترجمة ابن أبي أصيبعة له في كتابه عيون الأنباء في طبقات الأطباء، إذ كُلَّ ما قاله عنه هُوّ: «هو جابر بن موهوب بن ظافر بن جابر بن منصور السكري، كان أيضًا مشهوراً في صناعة الطب خبيراً بها، وأقام بحلب..» 
كان جد والده جابر بن منصور السكري عالماً طبيباً، وجده ظافر بن جابر السكري طبيب أيضًا، ووالده موهوب بن ظافر السكري طبيباً وعالم فاضلاً، وقد كان جابر بن موهوب آخر طبيب من أسرته.